# 波多諾伏 (佛得角)
波多諾伏是西非島國佛得角的城市，也是波多諾伏縣的首府，位於該國西北部聖安唐島東部，是非洲最西端的城市，市內的海港是島上的主要商業交易地點，2010年人口約9,430。